# Óssa
Óssa är en ort i Grekland.   Den ligger i prefekturen Nomós Larísis och regionen Thessalien, i den centrala delen av landet, 220 km nordväst om huvudstaden Aten. Óssa ligger 254 meter över havet och antalet invånare är 651.
Terrängen runt Óssa är varierad. Runt Óssa är det glesbefolkat, med 13 invånare per kvadratkilometer. Närmaste större samhälle är Lárisa, 18,3 km sydväst om Óssa. Trakten runt Óssa består till största delen av jordbruksmark.